# Lohn (Muntogna da Schons)
Lohn (rm. Lon) – miejscowość w gminie Muntogna da Schons w Szwajcarii, w kantonie Gryzonia, w regionie Viamala. Do 31 grudnia 2020 samodzielna gmina.
Miejscowość została po raz pierwszy wspomniana w dokumentach w połowie XII wieku jako Laune oraz jako Lune. W 1219 roku gmina została wspomniana jako de Laone.

## Demografia
W 2016 Lohn była szóstą najmniejszą gminą pod względem ludności w Szwajcarii. 31 grudnia 2020 w Lohn mieszkało 51 osób. W 2008 roku wszyscy obywatele gminy byli obywatelami Szwajcarii.
W 2000 roku 48% mieszkańców (24) gminy mówiło w języku niemieckim, a 52% (26) w języku romansz. W 2000 roku był to największy odsetek ludności mówiącej w języku romansz w gminie na terenie Szwajcarii.

Zmiany w liczbie ludności są przedstawione na poniższym wykresie: